# De postkoets (Lucky Luke)
De postkoets (La Diligence) is het tweeëndertigste album uit de Lucky Luke-stripreeks. Het verhaal, geschreven door René Goscinny en getekend door Maurice de Bevere (Morris), verscheen in 1967 in Spirou. In 1968 werd het uitgegeven als album. Dit is het eerste Lucky Luke-album dat is uitgegeven door Dargaud; eerdere albums verschenen bij Dupuis.

## Inhoud
Nadat de postkoetsen van Wells Fargo & Co diverse malen zijn overvallen, verliest het grote publiek het vertrouwen in de transportmaatschappij. Om dit te herstellen organiseert het bedrijf een reis met een postkoets, van Denver naar San Francisco. Voor deze gevaarlijke reis wordt Lucky Luke als escorte aangeworven. 
Samen met koetsier Hank Bully en enkele passagiers maakt Lucky Luke de reis mee. Er liggen echter veel desperado's op de loer, en daarbij zijn er nog meer gevaren. Er blijkt een saboteur tussen de passagiers te zitten, die handlangers onder de desperado's heeft. De saboteur wordt door Lucky ontmaskerd en ingerekend. 
Na nog een paar moeilijkheden komt de postkoets, veilig en wel, in San Francisco aan. Wells Fargo & Co hebben hun status gered en Lucky Luke gaat weer verder op reis.

## Achtergronden bij het verhaal
- De koetsier is een karikatuur van filmacteur Wallace Beery.
- Ook filmregisseur Alfred Hitchcock heeft een cameo als barman in de saloon van Fort Bridger.
- De misdadiger Black Bart is een authentiek historisch personage.